# Кая Скоделаріо
Ка́я Скодела́ріо (англ. Kaya Scodelario; нар. 13 березня 1992, Лондон, Велика Британія) — британська акторка та модель.

## Біографія
Кая Роуз Гамфрі народилася в Гейвордс-Гіт, Англія. Її батько — англієць, а мати — бразилійка, що переїхала до Англії 1990 року. Невдовзі після її народження батьки розійшлися, тому матері довелося виховувати доньку самотужки. Вдвох вони переїхали до Лондона, де першу ніч провели на вулиці, поки не отримали муніципальне житло. В майбутньому на знак пошани до своєї матері Кая візьме її прізвище Скоделаріо. Окрім того, вона вільно володіє португальською, якою вони з мамою спілкувалися вдома.
У школі Кая потерпала від цькування однолітків, також у неї була діагностована дислексія. Порятунком в цей час стала гра у шкільних виставах. 2007 року, коли Каї було 14, вона дізналася про відкриті проби для нового британського телешоу, що проходять неподалік. Коли дівчина прийшла на місце, біля входу її побачив один з продюсерів і запросив спробувати сили. Так Кая отримала першу професійну роль — Еффі Стонем у підлітковому серіалі «Скінс».
Завдяки цьому отримала пропозиції зніматися і в інших фільмах. Найзнаменитіший з них — «Битва Титанів». Знімалася у кліпі групи All Time Low на пісню Remembering Sunday.

## Особисте життя
По червень 2009 зустрічалася з колегою по серіалу «Скінс» Джеком О'Коннеллом. Після розлуки пара залишилась в дружніх стосунках. З 2009 по 2014 зустрічалася з Елліотом Тіттенсором, зіркою британського телесеріалу «Безсоромні». 2010 року він був заарештований за звинуваченням в умисному наїзді на людину та завданні їй серйозних травм голови. 2015 року Скоделаріо як головний свідок інциденту стала на захист колишнього партнера, виступивши в суді на слуханні справи, але зізналась, що цей інцидент великою мірою призвів до їхнього розлучення.
Наприкінці 2015 року одружилася з актором Бенджаміном Вокером, з яким познайомилась під час знімання фільму «Дочка короля». Через рік народила сина, а ще через п'ять — доньку. У лютому 2024 після 8 років спільного життя пара оголосила про розставання.

## Фільмографія

### Фільми
| Рік  |   | Українська назва                               | Оригінальна назва                                | Роль                     |
| ---- | - | ---------------------------------------------- | ------------------------------------------------ | ------------------------ |
| 2009 | ф | Місяць                                         | Moon                                             | Ів                       |
| 2010 | ф | Битва титанів                                  | Clash of the Titans                              | Пешет                    |
| 2010 | ф | Заточка                                        | Shank                                            | Таша                     |
| 2011 | ф | Грозовий перевал                               | Wuthering Heights                                | Кетрін Ерншо             |
| 2012 | ф | Twenty8k                                       | Twenty8k                                         | Саллі Вівер              |
| 2012 | ф | Зараз саме час                                 | Now is Good                                      | Зої                      |
| 2013 | ф | Емануель і правда про риб                      | Emanuel and the Truth About Fishes               | Емануель                 |
| 2014 | ф | Той, що біжить лабіринтом                      | The Maze Runner                                  | Тереза                   |
| 2015 | ф | Будинок тигра                                  | Tiger House                                      | Келлі                    |
| 2015 | ф | Той, що біжить лабіринтом: Випробування вогнем | Maze Runner: The Scorch Trials                   | Тереза                   |
| 2017 | ф | Місяць і сонце                                 | The Moon and the Sun                             | Марія-Жозефіна Д’Аламбер |
| 2017 | ф | Пірати Карибського моря: Помста Салазара       | Pirates of the Caribbean: The Revenge of Salazar | Каріна Сміт/Барбосса     |
| 2018 | ф | Той, що біжить лабіринтом: Ліки від смерті     | Maze Runner: The Death Cure                      | Тереза                   |
| 2019 | ф | Звабливий, Поганий, Злий                       | Extremely Wicked, Shockingly Evil and Vile       | Керол Енн Бун            |
| 2019 | ф | Хижаки                                         | Crawl                                            | Гейлі Келлер             |
| 2021 | ф | Оселя зла: Ласкаво просимо у Раккун-Сіті       | Resident Evil: Welcome to Raccoon City           | Клер Редфілд             |
| 2022 | ф | Дочка короля                                   | The King's Daughter                              | Марі-Жозеф               |
| 2022 | ф | Не змушуй мене йти                             | Don't Make Me Go                                 | Енні                     |
| 2022 | ф | Це Різдво                                      | This is Christmas                                | Емма                     |

### Телебачення
| Рік       |   | Українська назва | Оригінальна назва | Роль                       |
| --------- | - | ---------------- | ----------------- | -------------------------- |
| 2007—2013 | с | Скінс            | Skins             | Еффі Стонем (26 серій)     |
| 2012      | с | Справжнє кохання | True Love         | Карен (2 серії)            |
| 2013      | с | Сауткліфф        | Southcliffe       | Анна (4 серії)             |
| 2020      | с | Обертання        | Spinning Out      | Кет Бекер (10 серій)       |
| 2020      | с | Чалий кінь       | The Pale Horse    | Гермія Істербрук (2 серії) |
| 2024      | с | Джентльмени      | The Gentlemen     | Сьюзі Гласс (8 серій)      |

### Музичні відео
- Plan B — Stay Too Long (2009)
- Plan B — She Said (2010)
- The Ruskins  — Old Isleworth (2010)
- Plan B — Love Goes Down (2010)
- Plan B — Writing's on the Wal (2011)
- Роббі Вільямс — Candy (2012)